# Ségos
Ségos település Franciaországban, Gers megyében. Lakosainak száma 248 fő (2022. január 1.). Ségos Aire-sur-l’Adour, Latrille, Saint-Agnet, Lannux és Projan községekkel határos.

## Népesség
A település népessége az elmúlt években az alábbi módon változott:
| Lakosok száma | 304  | 272  | 248  | 250  | 243  | 238  | 229  | 225  | 224  | 248  |
|               | 1968 | 1982 | 1990 | 2006 | 2013 | 2015 | 2017 | 2019 | 2020 | 2022 |